# Pitmedden
Pitmedden est une ville écossaise située dans la région de l'Aberdeenshire, à 26 kilomètres au nord d'Aberdeen.
Elle est célèbre pour ses jardins, le Pitmedden Garden (en), inscrits au National Trust for Scotland.

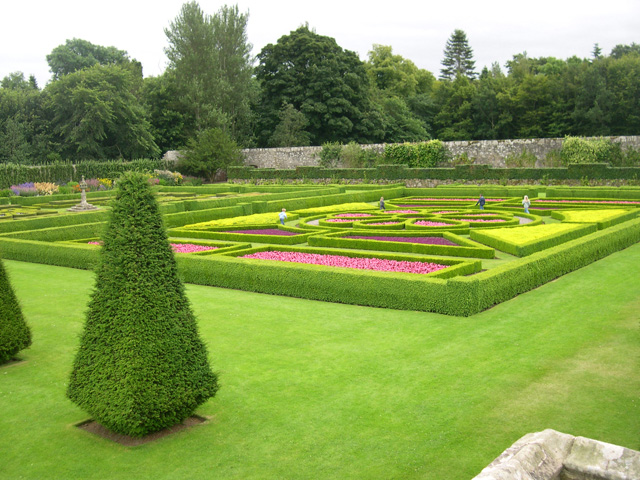
Pitmedden Garden.

## Histoire
Durant la Seconde Guerre mondiale, Pitmedden a abrité un camp de prisonniers. 

## Sports
La ville abrite le club de football de Formartine United (en) qui évolue en Highland Football League.

## Personnalités
- Joe Harper, joueur et entraîneur de football, international écossais